# Amani Ballour
Amani Ballour   (Ghuta, 1987) és una pediatra i activista feminista siriana. Se sap que va treballar en un hospital subterrani de Ghuta (الغوطة) assetjada durant la guerra civil, una història que va ser objecte d'un documental, i va fer campanya, després del seu exili, a favor de l'ajuda humanitària per a la població.

## Joventut i formació
Amani Ballour, va néixer el 1987 i va créixer a Ghuta oriental, un suburbi de Damasc. Quan era adolescent, es va oposar als consells de la seva família i va insistir a no casar-se tan jove i a poder estudiar. Va acabar els seus estudis de medicina general a la Universitat de Damasc el 2012 i va començar una especialitat en pediatria, però va abandonar els estudis per ajudar els habitants de Ghuta oriental, llavors en mans de grups d'oposició i que va ser objecte d'atacs del règim de Baixar al-Àssad. Comença a tractar els nens a les urgències, especialment aquells que han resultat ferits pels bombardeigs.
Per al seu «primer pacient», a finals del 2012, Amani Ballour va ser sol·licitada, a casa d'ella, pels veïns per a un nen que havia rebut un tret al cap. Estava mort i no es podia fer res, però se sabia que els ferits en les protestes contra el règim no podien ser traslladats als hospitals, on les forces de seguretat cercaven habitualment manifestants ferits, que corrien el risc «de ser detinguts i desaparèixer en la xarxa de masmorres del règim, o pitjor encara, ser assassinats a l'instant». Així, doncs, s'instal·len centres de socors i clíniques de campanya secretes a cases, mesquites i altres llocs.

## Treball en un hospital subterrani
El 2013, Armani Ballour va començar a treballar en un hospital subterrani de Douma (دوما) conegut amb el nom de «The Cave» (La cova). El 2016, amb 28 anys d'edat, va ser escollida pels seus companys per dirigir l'hospital. Aquest paper també la porta a gestionar les dificultats específiques d'un hospital assetjat: trobar solucions per a l'escassetat d'equips i medicaments, protegir l'estructura dels bombardejos fortificant les instal·lacions subterrànies i, sobretot, garantir la seguretat dels pacients i del personal.. També continua treballant com a pediatra, ja que el flux de nens malalts i ferits és constant a causa del setge i el conflicte, i també ajuda a la cirurgia.
Entre el 2016 i el 2018, mentre dirigia l'hospital, Amani Ballour «va ser testimoni de crims de guerra amb l'ús d'armes químiques com bombes de clor, atacs aeris contra hospitals, atacs contra refugis i ferits» i va dir que no va poder comptar el nombre d'atacs aeris dirigits a l'hospital.

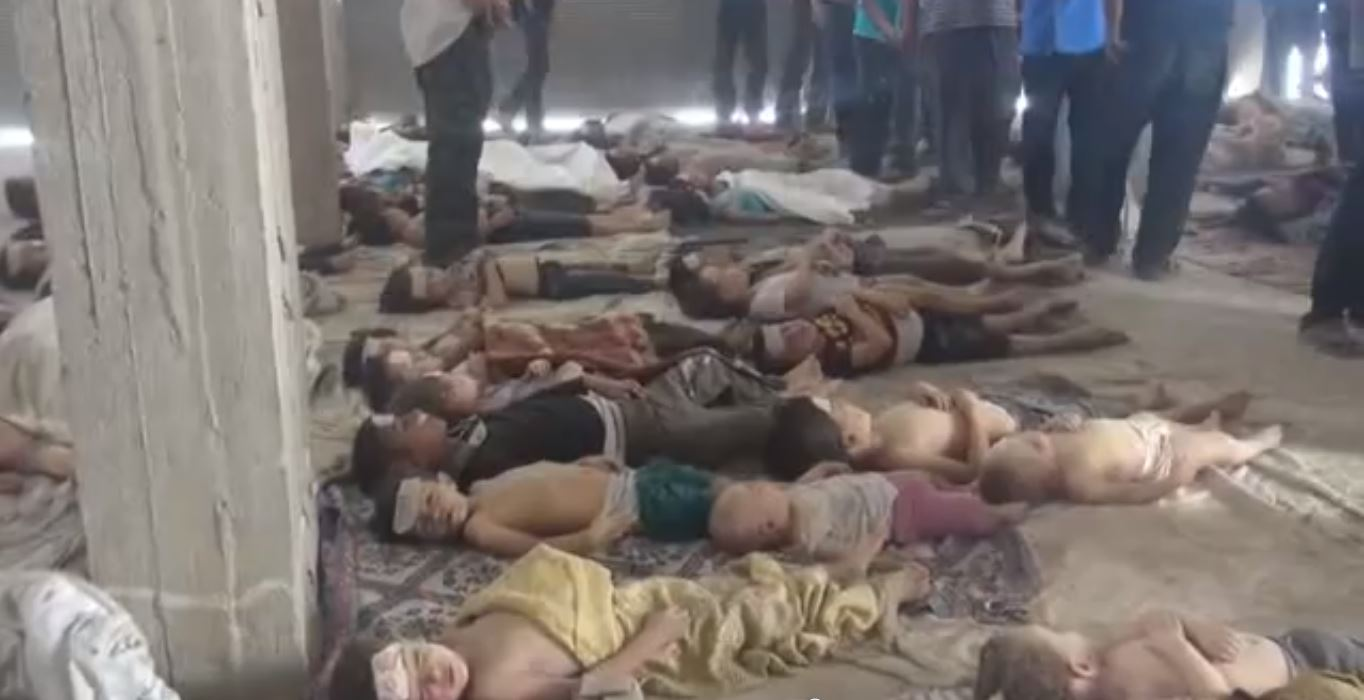
Víctimes de la massacre de Ghuta, 21 d'agost de 2013
Situació del setge de Ghuta oriental el setembre de 2013
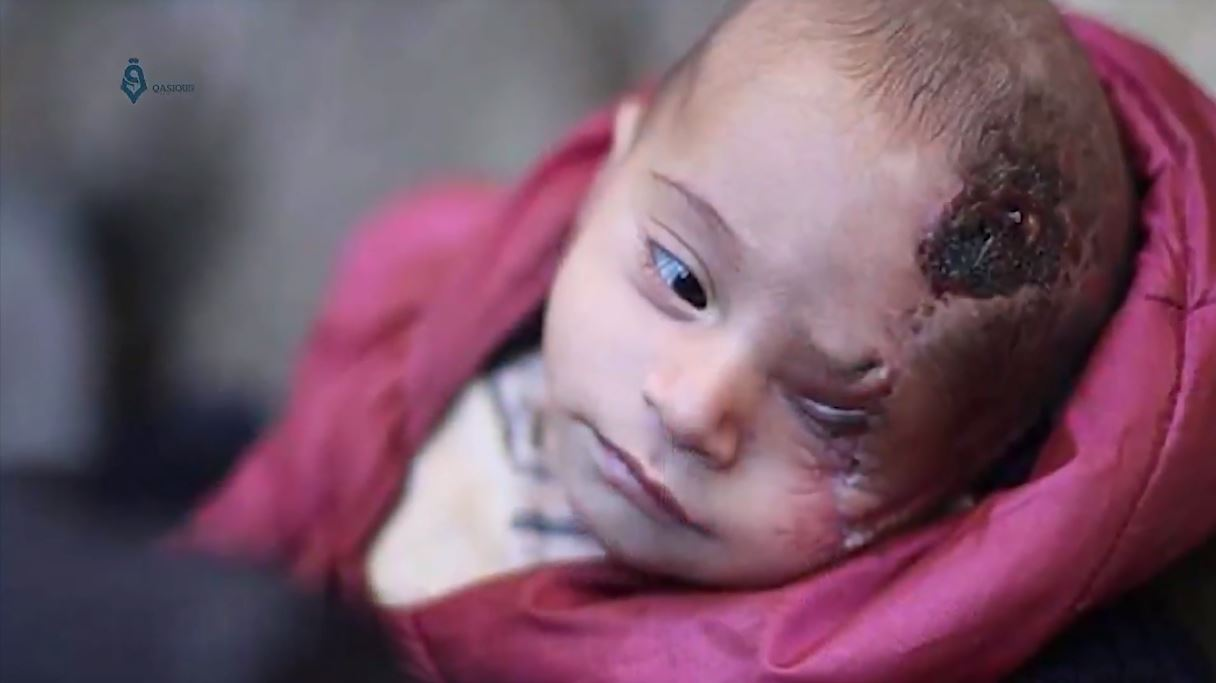
Karim Abdallah, un nen sirià ferit per un bombardeig del règim sirià que també va provocar la mort de la seva mare el 29 d'octubre de 2017, a Ghuta

La seva feina a l'hospital, així com la del seu equip, és filmada regularment durant dos anys per un equip de càmeres que treballa per al documentalista sirià Firas Feyyad (فراس فياض), que graven més de 1.200 hores de vídeo. A partir d'aquestes imatges, Feras Fayyad, director de Els últims homes d'Alep (2017), tria la doctora Amani Ballour com a personatge principal i dirigeix el documental The Cave (2019). Declara, sobre Amani Ballour, «ella ha vist tant, crec que ningú viu (només els supervivents de l'Holocaust) n'ha vist tant (...). Aquest setge bàrbar de Ghuta oriental, el setge més llarg de la història moderna de Síria, ningú no s'ho pot imaginar».

## Presa de decisions
Amani Ballour lluita contra el conservadorisme patriarcal i es compromet a defensar els drets de les dones a viure i treballar com vulguin. Proporciona llocs de treball a dones civils que necessiten ingressos. Fa campanyes contra els estereotips de gènere.
L'atac químic a Ghuta a l'agost del 2013 va canviar la vida i la visió de la doctora Amani, que va participar en les operacions de rescat i socors. Manté registres detallats de l'atac i dels dies posteriors, escriu i publica blogs sobre l'impacte de l'atac sobre les persones i el medi ambient.
El director Firas Feyyad afirma que, al principi, no va ser fàcil de convèncer que la seva història podria interessar el món que els va abandonar al seu destí. Ara afirma que és important filmar i donar testimoni de la realitat del que han viscut ella, els seus col·legues i tots els civils, perquè «quedi la veritat».Així, dona testimoni del que va viure, en particular dels atacs aeris a l'hospital, dels quals no va poder fer el recompte, i als refugis que protegien els ferits, els atacs químics i el clor.
A principis del 2020, després de l'èxit de la pel·lícula The Cave i del premi que va rebre del Consell d'Europa, Amani Ballour va aprofitar la cobertura mediàtica que va rebre per defensar la causa humanitària de la població siriana. Espera que «la nominació a l'Oscar aporti més llum sobre la causa siriana i impulsarà més gent a donar-nos suport».

## Desplaçament i exili
Amani Ballour forma part de la població desplaçada per la força cap al nord de Síria el 2018 i actualment viu a Turquia amb el seu marit. Diu que no pot tornar a estudiar ni continuar amb la pediatria perquè cada nen que veu li recorda a un nen de Ghuta, i diu que li persegueixen els records dels anys de conflicte.
Entre el seu equip, dos metges van romandre al lloc. Un d'ells va ser arrestat immediatament i assassinat a la presó, l'altre va ser empresonat.

## Premis
El 17 de gener de 2020, rep el Premi Raoul Wallenberg del Consell d'Europa, que premia cada dos anys «una persona, un grup o una organització pels seus èxits humanitaris excepcionals».